# Cultura dos Países Baixos
´

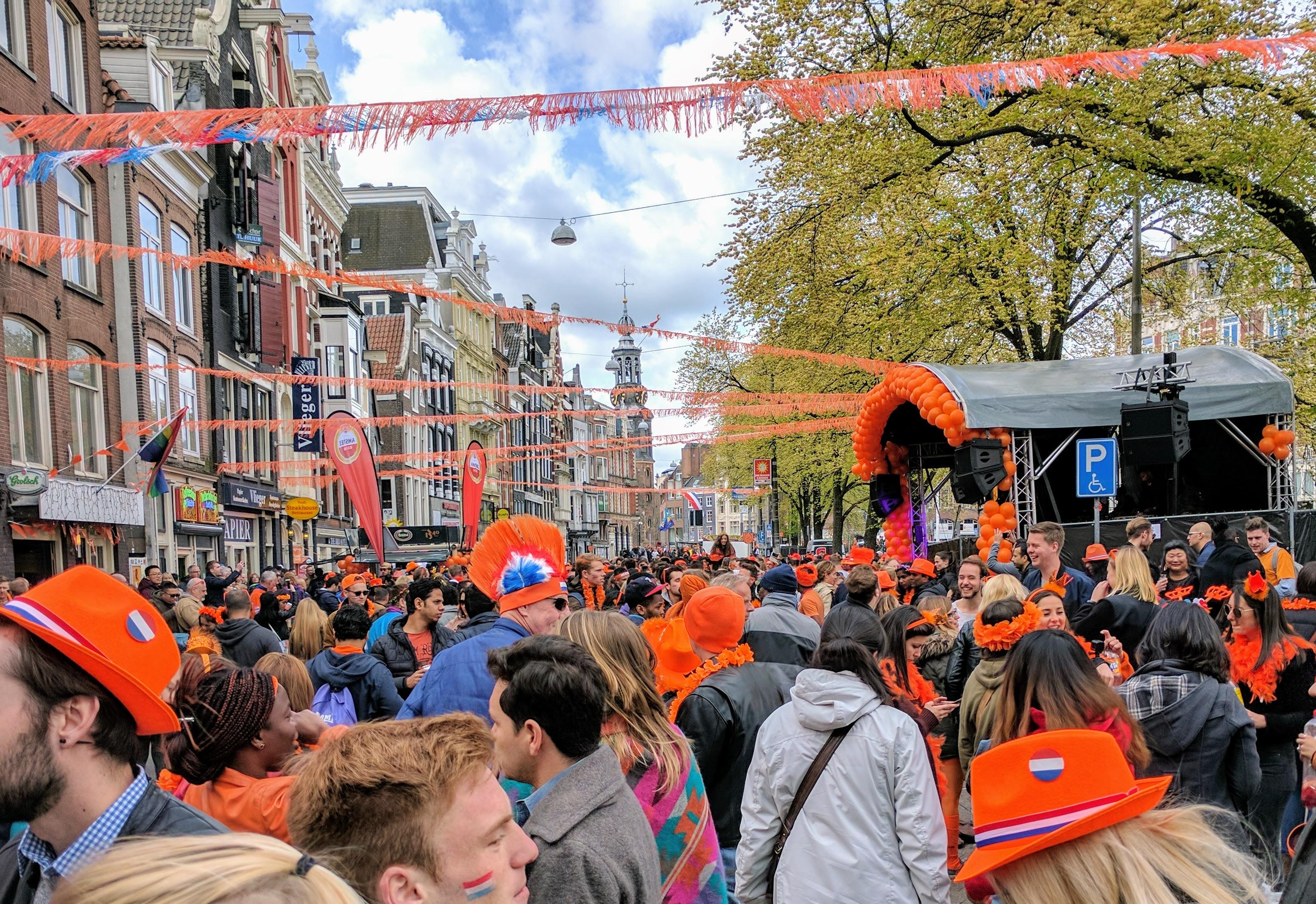
Koningsdag de 2017 em Amstel, Amsterdã

A Cultura dos Países Baixos é diversa, refletindo as diferenças regionais, bem como as influências estrangeiras construídas por séculos do espírito de neerlandeses mercantil e exploratório. Os Países Baixos e seu povo desempenham um papel importante como centro do liberalismo cultural e da tolerância. A Era de Ouro dos Países Baixos é popularmente considerada como seu zênite.

## Idioma

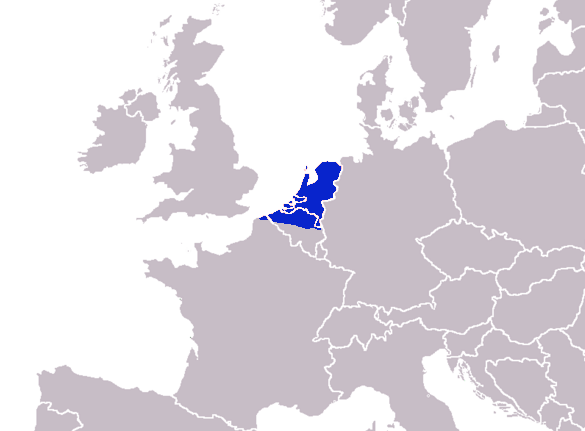
Um mapa que ilustra a área em que o neerlandês é falado.

A língua oficial dos Países Baixos é o neerlandês, falado por quase todas as pessoas no país. O neerlandês também é falado e oficial em Aruba, Bruxelas, Curaçao, Flandres, São Martinho e Suriname. É uma linguagem Germânica Ocidental, Baixa Franconiana que se originou na Idade Média Precoce (470) e foi padronizada no século XVI. Frísio ocidental é também uma língua reconhecida e é usada pelo governo na província da Frísia. Vários dialetos do baixo-saxão (Nedersaksisch em neerlandês) são falados em grande parte do norte e leste e são reconhecidos pelos Países Baixos como línguas regionais de acordo com a Carta Europeia de Linguagens Regionais ou Minoritárias. Outro dialeto neerlandês concedido o estatuto de língua regional é Limburguês, que é falado na província do sudeste de Limburg. No entanto, ambos baixo-saxão neerlandês e limburguês se espalharam pela fronteira neerlandesa-alemã e pertencem a um comum neerlandês-Baixo Germânico - dialeto continuum.
Existe uma tradição de aprender línguas estrangeiras nos Países Baixos: cerca de 89% da população total tem bons conhecimentos de inglês, 70% de alemão, 29% de francês e 5% de espanhol.

## Arte

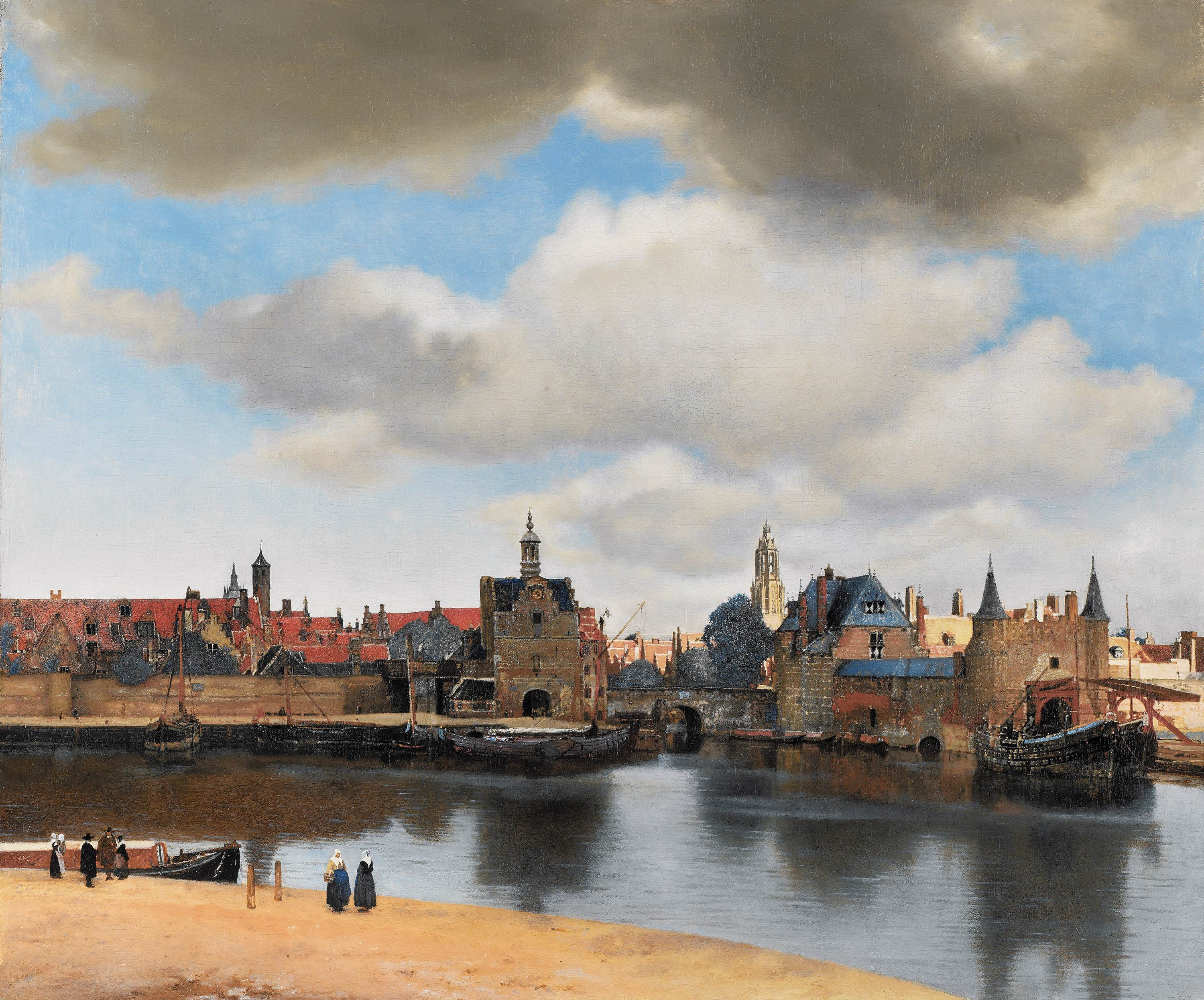
Johannes Vermeer, View of Delft (Mauritshuis, The Hague) 1660-1661

### Literatura

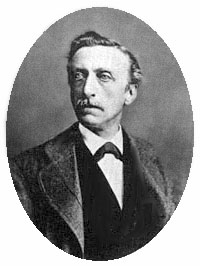
Eduard Douwes Dekker, também conhecido como Multatuli

Alguns dos escritores mais importantes e premiados internacionalmente são:
Século XVI:
- Desiderius Erasmus

Século XVII:
- Baruch de Spinoza
- Pieter Corneliszoon Hooft
- Joost van den Vondel

Século XIX:
- Multatuli

Século XX:
- Louis Couperus
- Martinus Nijhoff
- Simon Vestdijk
- Willem Frederik Hermans
- Gerard Reve
- Hella Haasse
- Harry Mulisch
- Jan Wolkers
- Cees Nooteboom

### Quadrinhos
Os neerlandeses também têm uma tradição distinta de histórias em quadrinhos. Embora exista uma abundância de quadrinhos Franco-belgas, flamengos e americanos, eles também criaram os seus próprios. Exemplos são Agente secreto 327 e Storm, escrito por Martin Lodewijk, além de Jack, Jacky e os Juniors por Jan Kruis, bem como desenhos animados com um estilo mais literário, como a série Eric de Noorman de Hans G. Kresse e Tom Poes & Heer Bommel(Tom Puss / Oliver B. Bumble) criada por Marten Toonder. Os amantes do futebol também o traduziram em quadrinhos, como Roel Dijkstra e F.C. Knudde .
A série de quadrinhos de crianças Miffy (em neerlandês Nijntje) de Dick Bruna foi publicada em mais de 50 idiomas, e é anterior a Hello Kitty, desenhada de forma similar por mais de dez anos.

### Música e dança
Os Países Baixos têm múltiplas tradições musicais, desde a folclórica (folk) e dance até música clássica e balé. A música neerlandesa tradicional é um gênero conhecido como "Levenslied", que significa Canção da vida, em uma extensão comparável a uma chanson francesa ou a uma música schlager alemã. Essas músicas tipicamente têm uma melodia e um ritmo simples, e uma estrutura direta de pares e refrões. Os temas podem ser leves, mas são freqüentemente sentimentais e incluem amor, morte e solidão. Os instrumentos musicais tradicionais, como o acordeão e o órgão do barril são um elemento básico da música leve, embora nos últimos anos muitos artistas também utilizem sintetizadores e guitarras. Os artistas deste gênero incluem Jan Smit, Frans Bauer e André Hazes.

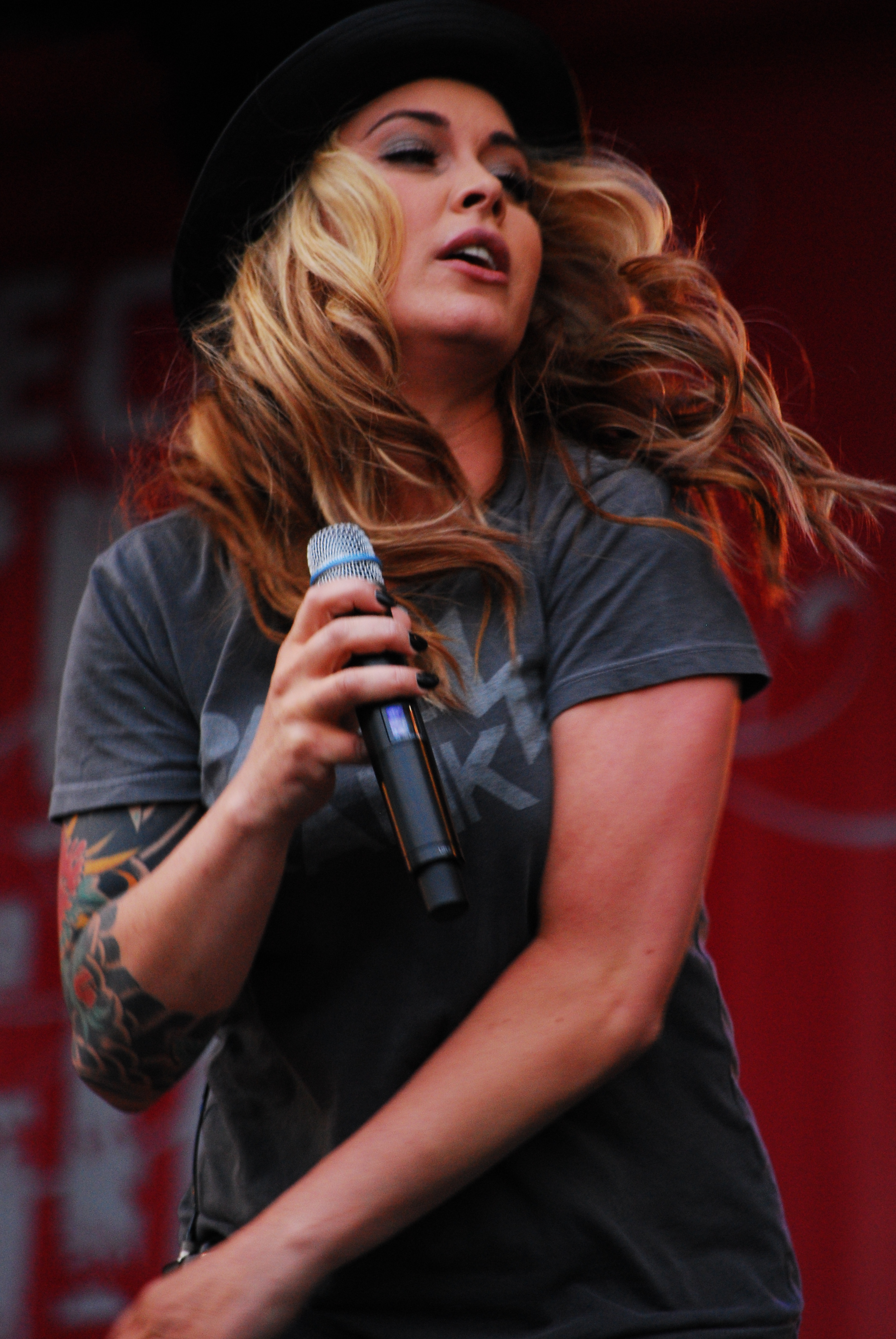
Cantor de rock Anouk no Festival Mundial em 2008

Mais do que a maioria dos outros países europeus que não falam inglês, os Países Baixos permaneceram estreitamente em sintonia com as tendências americanas e britânicas desde a década de 1950. O rock e o pop neerlandês (Nederpop) contemporâneos  originaram-se na década de 1960, fortemente influenciados pela música popular dos Estados Unidos e Reino Unido. Nas décadas de 1960 e de 1970, as letras eram principalmente em inglês, e algumas faixas eram instrumentais. Bandas como Shocking Blue, (The) Golden Earring e Focus tiveram sucesso internacional. A partir da década de 1980, mais e mais músicos pop começaram a trabalhar na língua neerlandesa, parcialmente inspirados pelo enorme sucesso da banda Doe Maar. Hoje, o rock neerlandês e a música pop prosperam em ambas as línguas, com alguns artistas gravando em ambos. As bandas sinfônicas Epica e Within Temptation, bem como cantor pop Caro Emerald estão tendo algum sucesso internacional. A cena local contemporânea inclui a cantora de rock Anouk, a cantora country Ilse DeLange, a banda de rock Kane, dupla da língua neerlandesa Nick & Simon e o cantor André Hazes Jr..
No início da década de 1990, o house music neerlandês e belga se juntaram no projeto Eurodance 2 Unlimited. Vendendo 18 milhões de cópias, os dois cantores da banda são os artistas da música neerlandesa mais bem sucedidos até hoje. Canções como "Get Ready for This" ainda são temas populares de eventos esportivos dos EUA, como o NHL. Em meados da década de 1990, o rap e hip hop em língua neerlandesa (Nederhop) também se concretizou e tornou-se popular nos Países Baixos e na Bélgica. No século XXI, artistas com origens do norte da África, do Caribe e do Oriente Médio influenciaram profundamente esse gênero.
Desde a década de 1990, a música de dança eletrônica conquistou o mundo em muitas formas, desde trance, techno e gabber até o hardstyle. Alguns dos melhores DJs de música de dança do mundo são neerlandeses, incluindo Armin van Buuren, Tiësto, Hardwell, Martin Garrix e Afrojack; os primeiros quatro dos quais foram classificados como melhores no mundo por DJ Mag Top 100 DJs. O Amsterdam Dance Event (ADE) é a conferência líder mundial de música eletrônica e o maior festival de clubes para muitos subgêneros eletrônicos no planeta. Esses artistas também contribuem de forma significativa para a música pop mainstream tocada nas ondas em todo o mundo, pois freqüentemente colaboram e produzem para muitos artistas notáveis.

## Religião

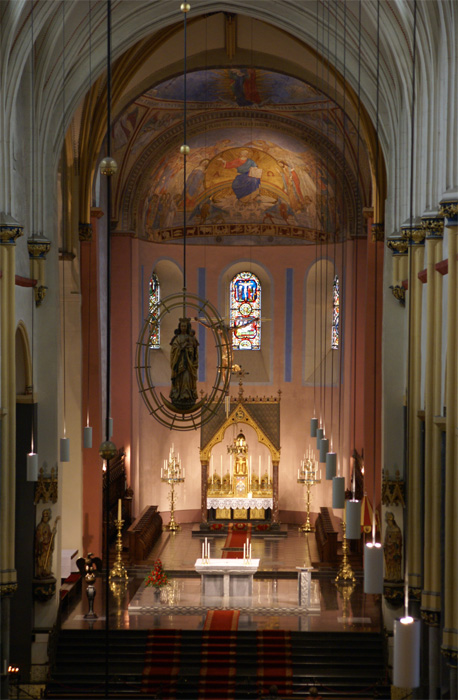
Basilica de São Servatius (570) em Maastricht é a igreja mais antiga dos Países Baixos.

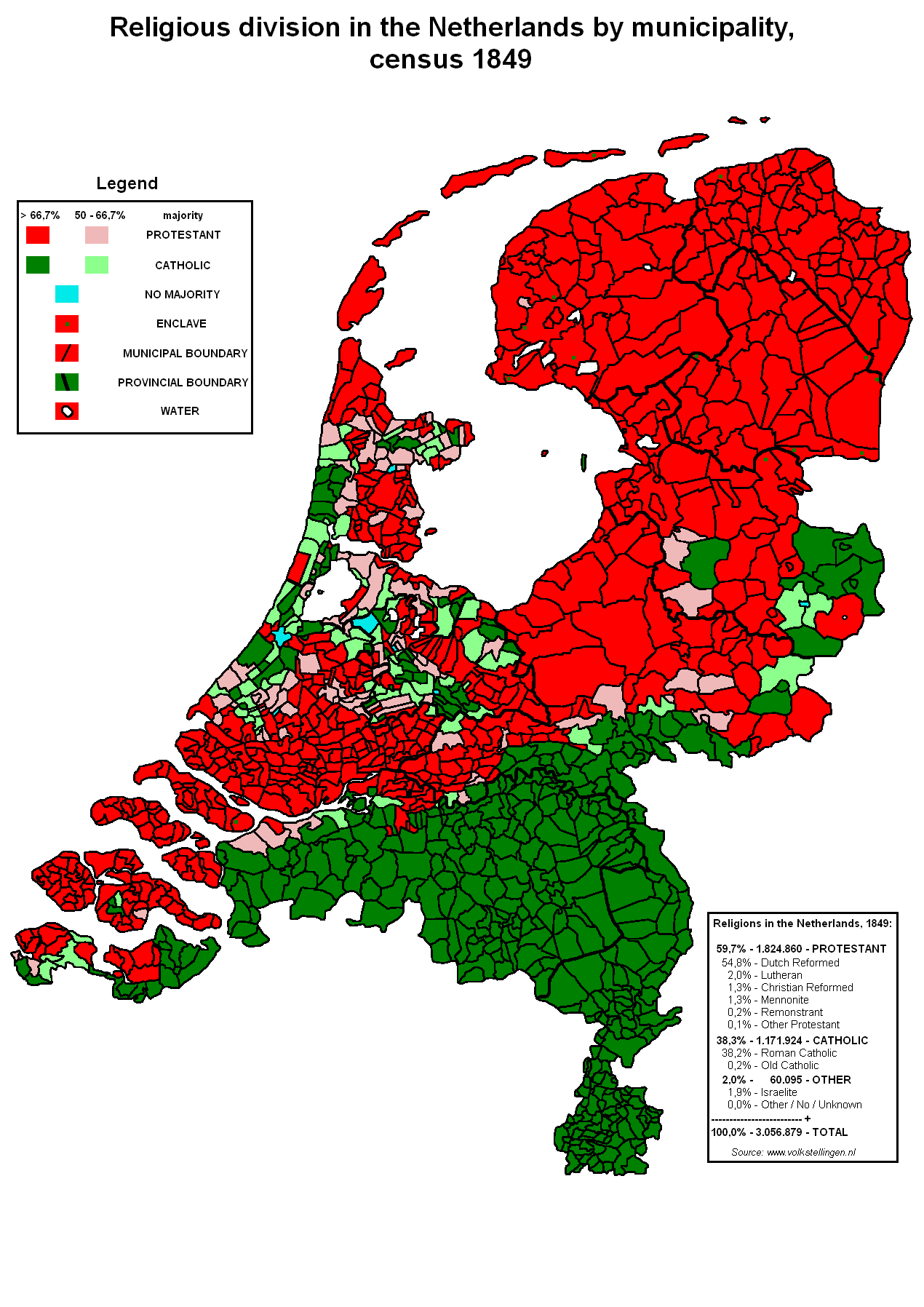
Gráfico das religiões em 1849

Entre os povos celtas e germânicos e mais tarde os conquistadores romanos, ocorreu um intercâmbio cultural. Uma adaptação das religiões politeístas e dos mitos uns dos outros ocorreu entre as várias tribos, provenientes da mitologia germânica, celta e posterior da Romano. Dos séculos IV a VI ocorreram, no qual as pequenas tribos celtas-germânico-romanas nos Países Baixos foram gradualmente suplantadas por três grandes tribos germânicas: os Francos, do século IV ao século VI, A Grande Migração de Frísios e Saxões. Cerca de 500 francos, residindo inicialmente entre o Reno e o Somme, adaptam-se (forçados pelo rei Clovis I ao Cristianismo. No entanto, levaria pelo menos até 1000 antes que todas as pessoas "pagãs" fossem realmente cristianizadas pela força e as religiões frisianas e saxãs se tornassem extintas, embora elementos fossem incorporados à religião cristã local. Nos séculos seguintes, o cristianismo católico era a única religião dominante nos Países Baixos.
Os rebeldes Países Baixos que se uniram na União de Utrecht (1579) declararam sua independência da Espanha em 1581, durante a Guerra dos Oitenta Anos; a Espanha finalmente aceitou isso em 1648. A revolta neerlandesa foi parcialmente motivada religiosamente: durante a Reforma da Reforma Protestante, muitos dos neerlandeses adotaram o luteranismo, o anabatismo, calvinismo ou menonitismo, formas de protestantismo. Esses movimentos religiosos foram suprimidos pelos espanhóis, que apoiaram a Contra-Reforma. Após a independência, os Países Baixos adotaram o Calvinismo como uma quase religião do estado (embora nunca formalmente), mas praticaram um grau de tolerância religiosa em relação aos não calvinistas.
A religião predominante no país era o Cristianismo até ao final do século XX. Embora a diversidade religiosa permaneça, houve uma diminuição na adesão religiosa. Em 2006, 34% da população neerlandesa identificada como cristã, diminuindo até 2015, quase 25% da população aderiu a uma fé cristã (11,7% católicos romanos, 8,6% PKN, 4,2% outras pequenas denominações cristãs), 5% é muçulmana e 2% adere ao hinduísmo ou ao budismo, com base em entrevista independente em profundidade pela Universidade Radboud e Vrije Universiteit Amsterdam.Aproximadamente 67,8% da população em 2015 tem  nenhuma afiliação religiosa, para cima de 61% em 2006, 53% em 1996, 43% em 1979 e 33% em 1966.O Sociaal en Cultureel Planbureau (Agência de Planejamento Social e Cultural, SCP) espera que o número de não afiliados será de 72% em 2020.
Uma grande maioria da população acredita que a religião não deve ter um papel determinante a desempenhar na política e na educação. A religião também é vista cada vez mais como uma pasta social,e geralmente é considerada uma questão pessoal que não deve ser propagada em público.A constituição neerlandesa garante a liberdade de educação, o que significa que todas as escolas que aderem a critérios gerais de qualidade recebem o mesmo financiamento governamental. Isso inclui escolas baseadas em princípios religiosos por grupos religiosos (especialmente católicos romanos e vários protestantes). Três partidos políticos no parlamento dos Países Baixos,  CDA, e duas pequenas partes, ChristianUnion e  SGP baseiam-se na crença cristã. Várias ferias religiosas cristãs são feriados nacionais (Natal, Páscoa, Pentecostes e Ascensão de Jesus). No final do século XIX, o ateísmo começou a subir como o secularismo,  liberalismo e socialismo cresceu; nos anos 1960 e 1970, o protestantismo e o catolicismo começaram a diminuir. Há uma grande exceção: o islamismo, que cresceu consideravelmente como resultado de imigração. Desde o ano 2000, houve uma maior conscientização sobre a religião, principalmente devido ao fundamentalismo islâmico. Em 2013 uma católica tornou-se rainha consorte.
A partir de uma pesquisa realizada em dezembro de 2014 pela Universidade Livre de Amsterdã, concluiu-se que, pela primeira vez, há mais ateus (25%) do que teístas (17%) no país. A maioria da população é agnóstica (31%) ou ietsistic (27%). Ateísmo, agnosticismo e ateísmo cristão estão em ascensão e são amplamente aceitos e considerados não controversos. Entre os que aderem ao cristianismo, existem altos percentuais de ateus, agnósticos e ietsistas, uma vez que a afiliação com uma denominação cristã também é usada de uma identidade cultural nas diferentes partes dos Países Baixos. Em 2015, a grande maioria dos habitantes dos Países Baixos (82%) disse que nunca ou quase nunca visitaram uma igreja e 59% declararam que nunca tinham estado em nenhuma igreja. De todas as pessoas interrogadas, 24% viram-se ateu, um aumento de 11% em relação ao estudo anterior realizado em 2006. O aumento esperado da espiritualidade (ietsism) parou de acordo com a pesquisa em 2015. Em 2006, 40% dos entrevistados se consideravam espirituais, em 2015 isso caiu para 31%. O número que acreditava na existência de uma potência superior caiu de 36% para 28% durante o mesmo período.Cristianismo é atualmente a maior religião no país. As províncias de Brabante do Norte e Limburgo historicamente foram fortemente católicas romanas, e algumas de suas pessoas ainda podem considerar a Igreja Católica como base para a sua cultural. O protestantismo nos Países Baixos consiste em várias igrejas dentro de várias tradições. A maior delas é a Igreja Protestante dos Países Baixos (PKN), uma igreja Unida e unindo Igrejas, que é Reformada e Luterana em orientação. Foi formado em 2004 como uma fusão da Igreja Reformada Holandesa, Igrejas Reformadas naos Países Baixos e uma Igreja Luterana Menor. Várias ortodoxas igrejas reformadas e liberais não se juntaram à PKN. Embora no país, como um todo, o cristianismo se tornou uma minoria, ainda existe um Cinturão da Bíblia de Zelândia para o norte da província de Overissel, no qual As convicções protestantes (particularmente Reformadas) continuam fortes e até têm maiorias nos conselhos municipais.
O islamismo é a segunda maior religião no estado. Em 2012, havia cerca de 825 000 muçulmanos nos Países Baixos (5% da população). O número muçulmano aumentou a partir de 1960, como consequência de um grande número de  trabalhadores migrantes. Isso incluiu migrantes das antigas colônias neerlandesas, como Surinam e Indonésia, mas principalmente trabalhadores migrantes de Turquia e Marrocos. Durante a década de 1990, refugiados muçulmanos chegaram de países como Bósnia e Herzegovina, Irã, Iraque, Somália e Afeganistão.
Outras religiões representam cerca de 6% dos neerlandeses. O hinduísmo é uma religião minoritária nos Países Baixos, com cerca de 215 mil adeptos (pouco mais de 1% da população). A maioria destes são Indo-Suriname. Existem também populações consideráveis de imigrantes hindus de Índia e Sri Lanka, e alguns adeptos ocidentais de orientados para o Hinduísmo, como a Hare Krishnas. Os Países Baixos têm um número estimado de 250 mil budistas ou pessoas fortemente atraídas por essa religião, principalmente étnicas e neerlandesas. Há cerca de 45000 Judeus nos Países Baixos.